# Federação Brasil da Esperança
A Federação Brasil da Esperança (FE Brasil) é uma federação partidária brasileira formada em 2022 pelo Partido Comunista do Brasil (PCdoB), Partido dos Trabalhadores (PT) e Partido Verde (PV). Seu programa e estatuto foram divulgados em 18 de abril de 2022; seu pedido de registro protocolado no Tribunal Superior Eleitoral no dia 23 de abril do mesmo ano e sua aprovação ocorreu em 24 de maio. Em junho de 2023, somados os três partidos, a federação contava com 2.359.898 filiados.

## Histórico

### Antecedentes
Com o estabelecimento da cláusula de barreira e do fim das coligações nas eleições proporcionais, o Congresso Nacional aprovou, em setembro de 2021, a criação das federações partidárias, para permitir que partidos menores pudessem alcançar a cláusula de barreira por meio da união a outros partidos.
Na federação partidária, ocorre a união de dois ou mais partidos, atuando como se fossem um só por pelo menos quatro anos. Nesta modalidade de aliança, as siglas funcionam como um único partido no Congresso Nacional, dividindo Fundo Partidário, tempo de televisão e unificando o conteúdo programático.

As federações se diferenciam das coligações, nas quais a união dos partidos ocorria apenas durante o período eleitoral. Os partidos de uma federação ficam unidos em todos os estados, atuando uniformemente no território nacional, enquanto que, nas coligações, um partido poderia apoiar uma sigla em determinado estado e se contrapor em outro.

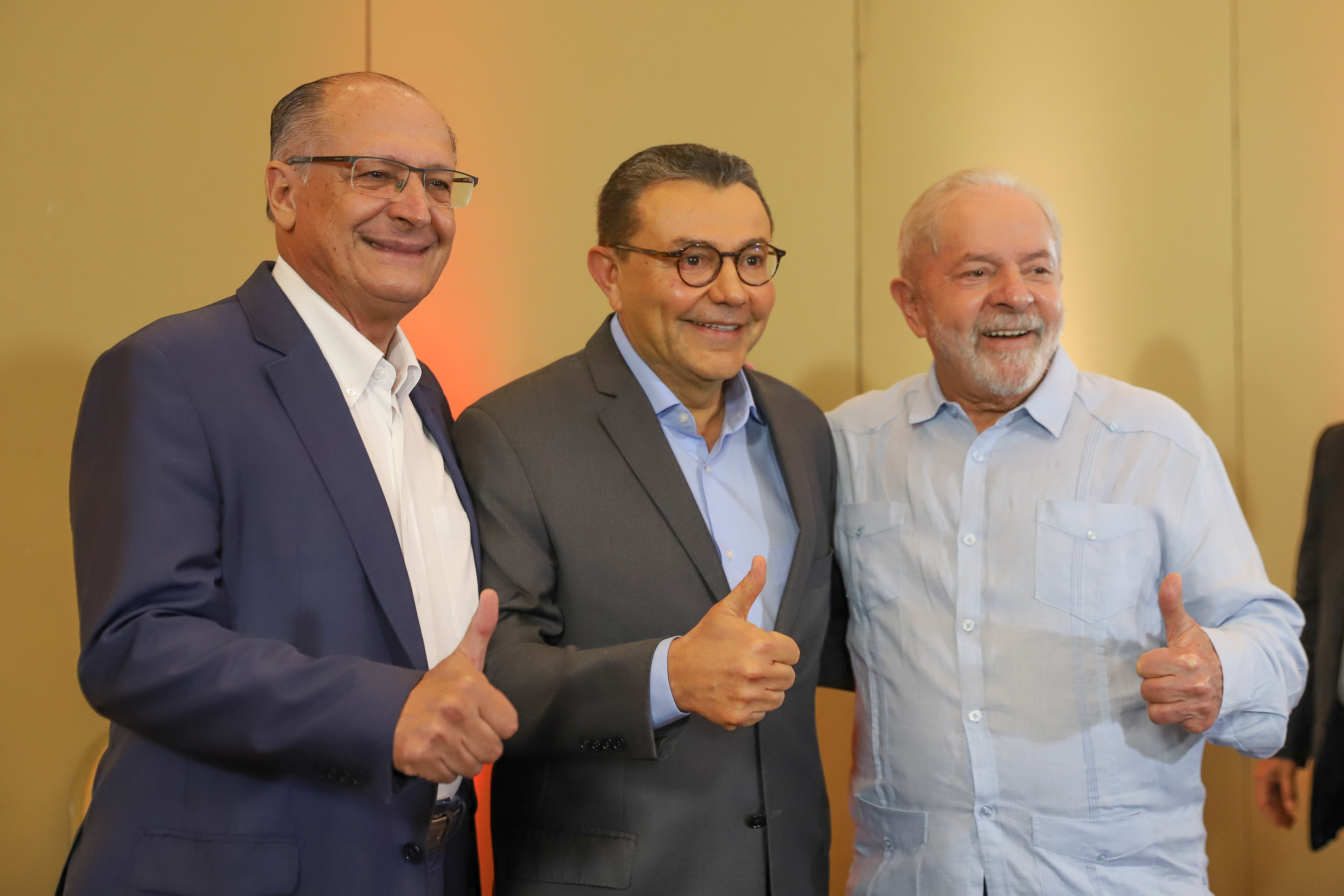
Alckmin, Lula e Carlos Siqueira.

As federações estão sujeitas a todas as normas que regem os partidos políticos sobre as eleições, como escolha e registro de candidatos para as eleições majoritárias e proporcionais, arrecadação e aplicação de recursos em campanhas eleitorais; propaganda eleitoral; contagem de votos; obtenção de cadeiras; prestação de contas; e convocação de suplentes.

### Fundação
Em 18 de abril de 2022, as Executivas Nacionais do Partido dos Trabalhadores (PT), Partido Verde (PV) e Partido Comunista do Brasil (PCdoB) anunciaram a criação da Federação Brasil da esperança, em nota assinada pelos presidentes dos três partidos: Gleisi Hoffmann (PT), Luciana Santos (PCdoB) e José Luís Penna (PV).
Em 23 de abril de 2022, foi protocolado seu pedido de registro no no Tribunal Superior Eleitoral e sua aprovação se deu em 24 de maio de 2022.

### Eleições
Enquanto a eleição presidencial no Brasil em 2018 foi marcada por questões envolvendo o combate à corrupção, a segurança pública e a renovação política, especulou-se que a principal pauta das eleições de 2022 seria a economia e a gestão pós-pandemia. Com desemprego, inflação e a volta da fome no Brasil, estudos mostraram que o principal interesse dos eleitores é a economia.
A economia do Brasil sofreu sucessivas crises desde a de 2014, abalando-se ainda com a recessão mundial causada pela pandemia de COVID-19; a crise política e os constantes conflitos com o Poder Judiciário, os governadores, a imprensa, as universidades, os ambientalistas, as ONGs e os movimentos sociais; e com o aumento da inflação e do preço dos combustíveis, em especial com a guerra entre Ucrânia e Rússia.

A resposta do presidente Jair Bolsonaro à pandemia no país foi criticada em todo o espectro político depois que ele minimizou os efeitos da doença, defendeu tratamentos sem eficácia comprovada e postergou a compra de vacinas, além de ter entrado em conflito com governadores por discordar de medidas de distanciamento social.

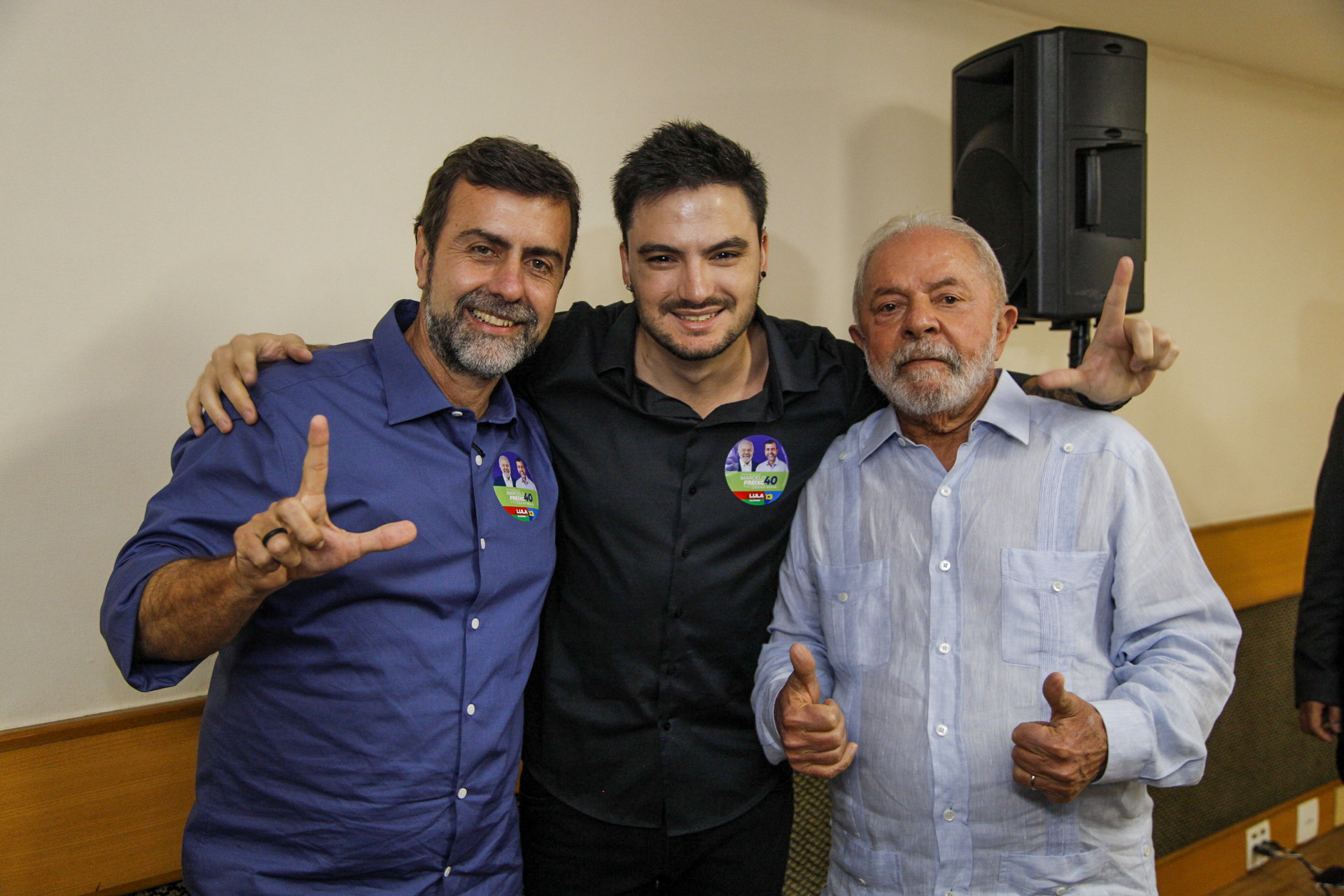
Reunião com Marcelo Freixo, Felipe Neto e Lula.

Em 21 de julho de 2022, a FE Brasil realizou a convenção que oficializou o nome de Luiz Inácio Lula da Silva para disputar a presidência da República, em outubro.O ex-presidente havia recuperado seus direitos políticos em março de 2021, com anulação de todas as suas condenações na Lava Jato pelo Supremo Tribunal Federal, tendo sido reconhecida a motivação política e a condução parcial do processo. 
Em 06 de agosto de 2022, a candidatura à presidência do ex-presidente Luiz Inácio Lula da Silva e do ex-governador paulista Geraldo Alckmin (PSB) como vice foi formalmente registrada perante o Tribunal Superior Eleitoral (TSE). Além da FE Brasil, a candidatura contou com o apoio da federação PSOL-REDE, do PSB, do Solidariedade, do Avante, do Agir e do PROS, sendo a maior coligação da campanha presidencial e a que contava com o maior tempo de campanha em rede nacional de rádio e televisão. 
O deputado federal André Janones anunciou a desistência de sua candidatura à presidência da República no dia 04 de agosto e seu partido, o Avante anunciou apoio formal à candidatura de Lula ao terceiro mandato. O deputado teve forte atuação nas redes sociais durante a campanha presidencial.A ex-ministra do Meio Ambiente Marina Silva (Rede) manifestou apoio à candidatura do ex-presidente Lula no dia 12 de setembro. No primeiro turno, realizado no dia 02 de outubro de 2022, Lula recebeu 57.259.504 de votos (48,43% dos votos válidos), o que levou a eleição para o segundo turno.A FE Brasil elegeu a segunda maior bancada da Câmara dos Deputados, com 80 cadeiras.
Durante a campanha do segundo turno, foi formada uma frente ampla, contando com o apoio da terceira colocada na disputa presidencial do primeiro turno, a senadora Simone Tebet (MDB), do PDT, do Cidadania, do ex-presidente Fernando Henrique Cardoso e de outros membros do PSDB, como Aloysio Nunes e os senadores José Serra e Tasso Jereissati, do ex-ministro do STF Joaquim Barbosa, do governador reeleito Helder Barbalho (MDB), do senador Cid Gomes (PDT), do ex-candidato a presidente João Amoêdo, da senadora Eliziane Gama, dos ex-presidentes do Banco Central Armínio Fraga e Henrique Meirelles, dentre outros nomes de políticos, juristas e economistas.
Lula foi eleito pela terceira vez presidente da República em 30 de outubro de 2022 com 60.345.999 de votos, o que representou 50,90% dos votos válidos.

## Organização
A Federação é composta por três partidos políticos:
| Partido | Partido | Partido                     | Presidente      | Deputados federais (2023) | Senadores (2023) | Prefeitos   | Governadores |
| ------- | ------- | --------------------------- | --------------- | ------------------------- | ---------------- | ----------- | ------------ |
|         |         | Partido dos Trabalhadores   | Humberto Costa  | 68 / 513                  | 9 / 81           | 252 / 5 569 | 4 / 27       |
|         |         | Partido Comunista do Brasil | Luciana Santos  | 7 / 513                   | 0 / 81           | 19 / 5 569  | 0 / 27       |
|         |         | Partido Verde               | José Luiz Penna | 6 / 513                   | 0 / 81           | 14 / 5 569  | 0 / 27       |

A cúpula da federação é composta por um cargo na presidência e dois na vice-presidência, com mandato de um ano e rodízio entre os presidentes de cada um dos partidos que integram a federação, podendo haver recondução por decisão unânime. A primeira composição foi acordada para que Gleisi Hoffmann (do PT) fosse a primeira presidente do Brasil da Esperança, enquanto Luciana Santos (PCdoB) a 1.ª vice-presidente e o 2.º vice-presidente José Luiz Penna (PV). 
Para além desses três cargos de direção, a assembleia geral da federação, órgão máximo de deliberação, é composta por 60 membros, sendo 9 vagas distribuídas igualmente (3 por partido) e 51 distribuídas na proporção dos votos obtidos por cada partido nas eleições para a Câmara dos Deputados em 2018. A Comissão Executiva Nacional da federação tem 18 membros. Os presidentes de cada um dos partidos são membros natos da comissão e as outras 15 vagas seguem à proporção dos votos obtidos na eleição para a Câmara de 2018.

## Programa

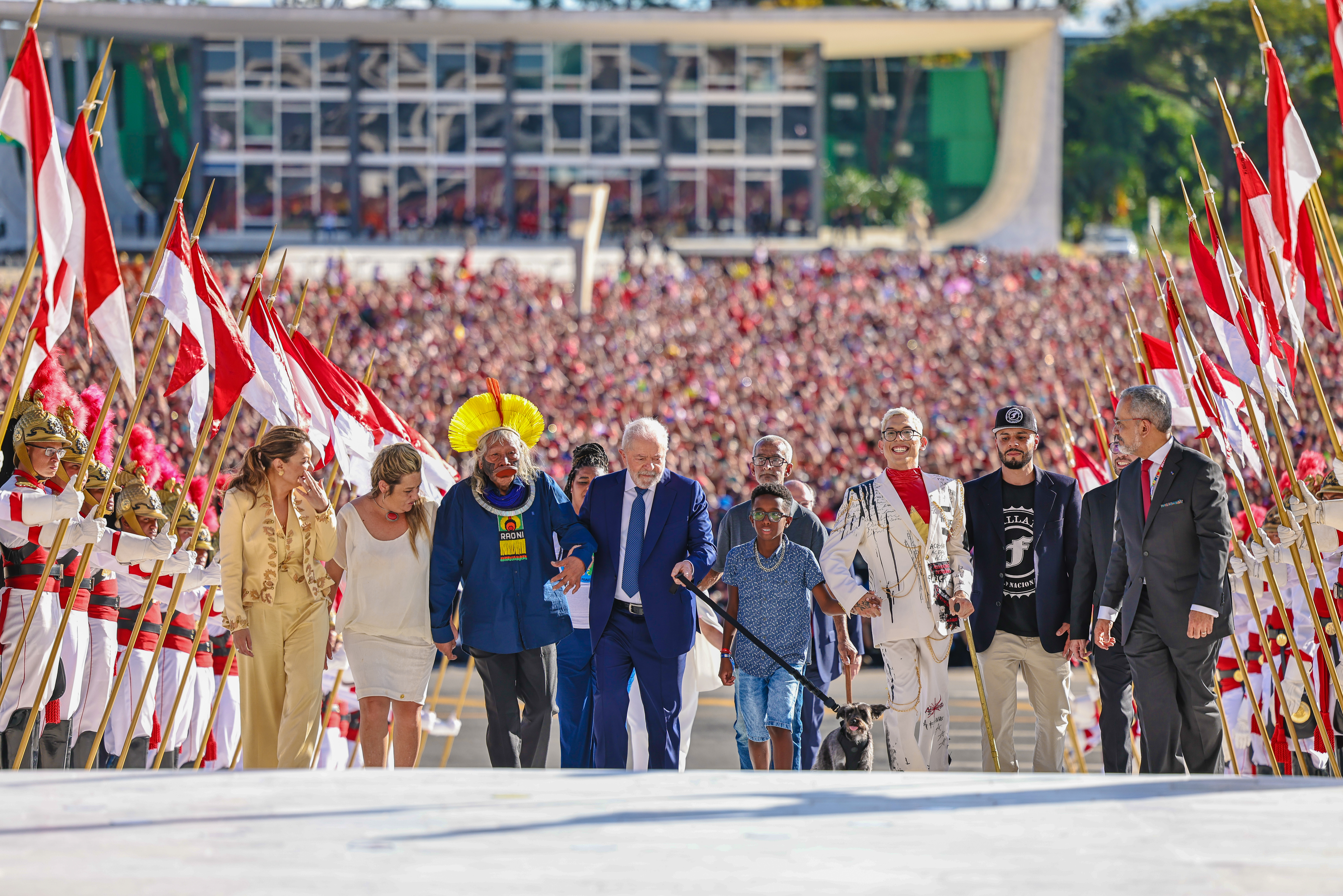
Cerimônia de posse do presidente da República, Luiz Inácio Lula da Silva no Palácio do Planalto, junto a representantes do povo, que passaram a faixa presidencial a ele.

De acordo com o programa da Federação Brasil da Esperança, sua criação se deu como "expressão do anseio de grande parcela do nosso povo pela inadiável superação da profunda crise social, econômica e política em que o Brasil se encontra".
Entre os objetivos que constava no programa divulgado em 18 de abril de 2022 estavamː "combater a fome, gerar empregos, aumentar salários e aposentadorias e acabar com a inflação", retirando a economia nacional do "atoleiro e da estagnação, empreendendo a reconstrução nacional com a imediata retomada do crescimento da indústria, da infraestrutura e da geração de postos de trabalho”.
Outros compromissos do programa são a consolidação de um Estado social assentado nos pilares da democracia, do desenvolvimento, da sustentabilidade ambiental, da soberania nacional, do combate às desigualdades, da ampliação e da retomada dos direitos da classe trabalhadora e da promoção do conjunto dos direitos da cidadania do povo brasileiro, defesa da ciência e do fortalecimento do Sistema Único de Saúde (SUS).

## Desempenho eleitoral

### Eleições parlamentares federais
| Eleição | Câmara dos Deputados | Câmara dos Deputados | Câmara dos Deputados | Câmara dos Deputados | Senado Federal | Senado Federal | Senado Federal | Senado Federal |
| Eleição | Votos                | %                    | Eleitos              | +/–                  | Votos          | %              | Eleitos        | +/–            |
| ------- | -------------------- | -------------------- | -------------------- | -------------------- | -------------- | -------------- | -------------- | -------------- |
| 2022    | 15,354,125           | 13,93%               | 81 / 513             | 81                   | 13,231,163     | 14,81%         | 4 / 27         | 4              |

### Eleições presidenciais
| Ano  | Candidato(a) a Presidente      | Candidato(a) a Vice-Presidente | Coligação                                                                                     | Votos               | Posição |
| ---- | ------------------------------ | ------------------------------ | --------------------------------------------------------------------------------------------- | ------------------- | ------- |
| 2022 | Luiz Inácio Lula da Silva (PT) | Geraldo Alckmin (PSB)          | Brasil da Esperança (FE Brasil, PSB, Federação PSOL REDE, Solidariedade, Avante, Agir e PROS) | 60.345.825 (50,90%) | 1ª      |

### Eleições estaduais
Governadores eleitos em 2022:
| UF | Governador         | Imagem |
| -- | ------------------ | ------ |
| BA | Jerônimo Rodrigues |        |
| CE | Elmano de Freitas  |        |
| PI | Rafael Fonteles    |        |
| RN | Fátima Bezerra     |        |

| Eleição | Assembleias Legislativas | Assembleias Legislativas | Assembleias Legislativas                                                |
| Eleição | Eleitos                  | +/–                      | Notas                                                                   |
| ------- | ------------------------ | ------------------------ | ----------------------------------------------------------------------- |
| 2022    | 156 / 1 035              | 156                      | A FE Brasil elegeu o maior número de deputados estaduais desta eleição. |

### Eleições municipais
| Ano  | Eleitos     | %    | Var. |
| ---- | ----------- | ---- | ---- |
| 2024 | 285 / 5 569 | 5,11 | 27   |

| Ano  | Eleitos        | %    | Var. |
| ---- | -------------- | ---- | ---- |
| 2024 | 3 969 / 58 396 | 6,79 | 213  |